# Wólka Włościańska
Wólka Włościańska – wieś w Polsce położona w województwie łódzkim, w powiecie radomszczańskim, w gminie Wielgomłyny. Miejscowość wchodzi w skład sołectwa Zagórze.
| SIMC    | Nazwa    | Rodzaj    |
| ------- | -------- | --------- |
| 0555229 | Dębowiec | część wsi |

W latach 1975–1998 miejscowość należała administracyjnie do województwa piotrkowskiego.